# Датарвхарна
Датарвхарна — правитель Парадана второй половины III века из династии Паратараджей.
Имя Датарвхарны является двухсоставным. Как отметил исследователь П. Тэндон, «вхарна», вероятно, означает «божественную славу». По предположению Х. Фалька, «датар» может означать «создатель». Таким образом, Датарвхарна — «слава создателя».
Его отцом был Датайола, не чеканивший собственных монет. Не исключено, что дедом Датарвхарны был Бхимарджуна. В таком случае Датарвхарна был племянником Козии, после которого и взошёл на престол Парадана. По своим стилистическим особенностям их монеты имеют большое сходство. Известны практически исключительно только медные дидрахмы Датарвхарны. На их аверсе изображён правитель в полный рост в тюрбане. На реверсе — повёрнутая вправо свастика и легенда на кхароштхи. Почти полное отсутствие драхм, которые массово выпускались при Козии, может свидетельствовать о высокой инфляции в стране во время царствования Датарвхарны, которая сделала нецелесообразным применение монет меньшего номинала. А небольшое количество нумизматического материала может указывать на сравнительно короткий период его правления — возможно, около 275—285 годов (по другим предположениям в 250—275 или 265—285 или 275—300 годах). На троне его сменил сын Датайола, названный, видимо, в честь деда, что является нехарактерным для династии, но распространённым в Древнем мире.